# Shirley Ferrer
Shirley Ferrer (ur. 23 czerwca 1991 r. w Carolina) – portorykańska siatkarka grająca na pozycji przyjmującej. Od lutego 2018 roku występuje w drużynie Gresik Petrokimia.

## Sukcesy klubowe
Mistrzostwo Portoryko:
- 2011

Puchar Francji:
- 2017

## Sukcesy reprezentacyjne
Mistrzostwa Ameryki Północnej, Środkowej i Karaibów:
- 2015

Puchar Panamerykański:
- 2016
- 2017